# Pépé Grégoire

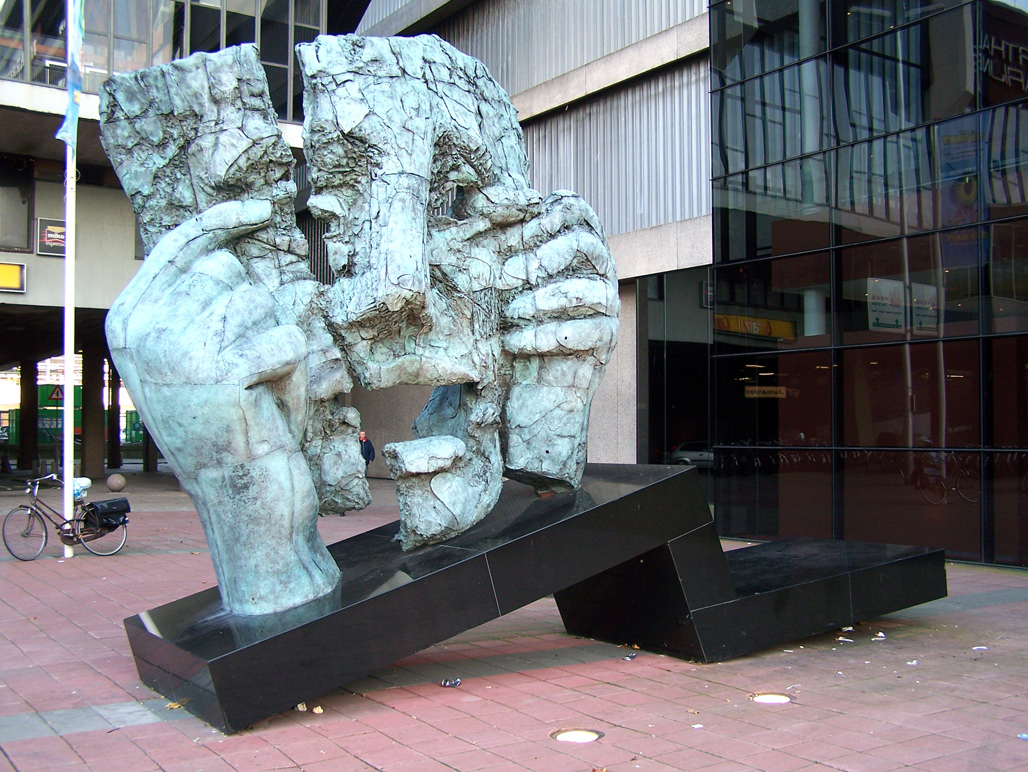
Demasqué (1999), Utrecht

Pierre Paul „Pépé“ Grégoire (* 3. November 1950 in Teteringen, Niederlande) ist ein niederländischer Bildhauer.
Grégoire stammt aus einer Künstlerfamilie, sein Vater Paul war ebenfalls Bildhauer und sein Großvater Jan, Kunstmaler. Pépé Grégoire studierte an der Rijksakademie der Bildenden Künste in Amsterdam (1968–1974). Dort bekam er Unterricht, unter anderem von seinem Vater Paul, Piet Esser und Theresia van der Pant.
Für seine Arbeiten gewann Grégoire 1974 den „Buys van Hulten“ Preis und 1985 den „Jan Hamdorff“ Preis.
Er schuf große Werke, die für den öffentlichen Raum bestimmt waren (2 bis 8 Meter Höhe). Außerdem Auftragsarbeiten sowie Bronzeportraits der niederländischen Königin Beatrix (1982) und von August Willemsen (1995). Er entwarf die Colombina, den „VSCD Preis“ für die beste weibliche Nebenrolle im niederländischen Theater von 1964 bis 2004.